# 東郊 (正德進士)
東郊（1480年—？），字希宋，陝西西安府華州人，民籍，明朝政治人物。

## 生平
陝西鄉試第五十四名。正德六年（1511年）辛未科三甲第一百九十二名進士。授平阳府推官，因决疑狱，而授浙江道监察御史，并巡按南畿。因忤逆朝廷官員，而谪貶為潞州判官，后乞休归。

## 家族
曾祖東驥；祖父東昇，曾任縣丞贈刑部郎中；父東思忠，曾任按察司副使。母薛氏（封宜人）。慈侍下。兄東周，義官；東魯，己酉舉人、推官；東漢，戊午舉人、贡士。弟東野，刑部主事；東實。